# Maximinus II Daza
Maximinus II Daza eller Daia (kejsernavn: Caius Valerius Galerius Maximinus) (ca. 20. november 270 – juli-august 314) var romersk kejser under det såkaldte tetrarki i rigets østlige dele i perioden 311-313. 
Han var af illyrisk bondeslægt, uddannet som officer og var nevø af kejser Galerius, som adopterede ham. Ved Galerius’ magtovertagelse 305 rykkede han op som Cæsar (underkejser) i det sydlige Lilleasien, som han administrerede i de følgende år, og hvorfra han foretog felttog mod perserne. Fra 308 eller 310 tog han også titel af Augustus, stik imod tidligere aftaler, men forblev ellers loyal mod onklen. Samtidig fik han generalen Licinius som modkejser.
Ved Galerius’ død 311 blev Maximinus officielt hans efterfølger og delte hans områder med Licinius, men allierede sig med den vestlige kejser Maxentius. Dennes nederlag og død 312 samt Licinius’ alliance med Konstantin I den Store undergravede Maximinus’ stilling. Et felttog mod Licinius havde i begyndelsen fremgang, men endte med et stort nederlag april 313 nær Heraklea, hvorpå Maximinus måtte flygte under stadige forsøg på at etablere modstand. Han indesluttedes af Licinius i Tarsus, og under belejringen døde han året efter, enten af sygdom eller ved selvmord.
Skønt ikke blandt de mest fremtrædende af tetrarkiets kejsere, har Maximinus alligevel fremkaldt stærk debat på grund af meget modstridende opfattelser af hans styre. Traditionelt har han været set som en hårdhændet og ambitiøs hersker, der drev kristenforfølgelser i stor stil. Nyere historikere har derimod opfattet ham som relativt moderat i sin optræden – bortset fra kristenforfølgelserne – og fremhævet, at hans magtområde blev meget søgt af politiske flygtninge.